# صحیفه فاطمیه
صحیفهٌ فاطمیه نام کتابی است به قلم حمید احمدی جلفائی نویسنده ایرانی که در سال ۱۳۸۱ به چاپ رسیده‌است.این کتاب به بیان سخنان (احادیث)، خطابات و برخی از خصوصیات اخلاقی-اجتماعی فاطمه زهرا پرداخته‌است.